# 鴨谷台
鴨谷台（かもたにだい）は、大阪府堺市南区の泉北ニュータウンにある地名。
現行行政地名は鴨谷台一丁から鴨谷台三丁。住居表示は実施済み。

## 世帯数と人口
2021年（令和3年）12月末現在における人口と世帯数は以下の通りである。
| 丁目      | 世帯数    | 人口    |
| --------- | --------- | ------- |
| 鴨谷台1丁 | 828世帯   | 1,835人 |
| 鴨谷台2丁 | 941世帯   | 2,315人 |
| 鴨谷台3丁 | 1,445世帯 | 2,972人 |
| 計        | 3,214世帯 | 7,122人 |

## 小・中学校の校区
市立小・中学校に通う場合、校区は以下の通りとなる。
| 丁  | 番地 | 小学校             | 中学校             |
| --- | ---- | ------------------ | ------------------ |
| 1丁 | 全域 | 堺市立美木多小学校 | 堺市立美木多中学校 |
| 2丁 | 全域 | 堺市立美木多小学校 | 堺市立美木多中学校 |
| 3丁 | 全域 | 堺市立美木多小学校 | 堺市立美木多中学校 |

## 交通

### 道路
- 大阪府道208号堺泉北環状線

## 施設
- 堺市立美木多小学校
- 堺市立美木多中学校
- サンピアショッピングセンター
- 美多彌神社
- 鴨谷体育館
- 鴨谷公園